# Маме (ТВ серија)
ТВ серија Маме (рус. Мамочки) је руско-украјинска комедија чије су продукције: Sister's production, Yellow Black and White, Happy people, IQ продукција и од треће сезоне Aurora продукција.
Снимање ове ТВ серије је започето у јесен 2015. године. Премијера 1. сезоне је била на каналу СТС од 7. децембра до 30. децембра 2015. Серија има 3 сезоне, а 13. фебруара 2017. је објављено да је 3. сезона последња сезона. У Србији се од јануара 2020. приказује на каналу Прва плус.

## Улоге
| Ана (Ања) Алексејевна Белоусова     | Јелена Николајева   |
| Јулија Илијевна Мељникова           | Светлана Колпакова  |
| Викторија Николајевна Смирнова      | Александра Буљичева |
| Роман (Рома) Александрович Мељников | Сергеј Лавигин      |
| Иван (Вања) Николајевич Смирнов     | Александар Ратников |
| Костја Андрејевич Грачов            | Роман Полијански    |
| Андреј Кирилович Анисимов           | Владимир Жеребцов   |

### Главни
- Јелена Николајева — Ана (Ања) Алексејевна Белоусова — 28 година. Мама је Мише, бивша жена Ивана, после је била у вези са Сергејем.
- Светлана Колпакова — Јулија Илијевна Мељникова — 31 година. Мама Маше, Паше и Илије. Жена је Романа, новинар женског часописа "КабЛоок".
- Александра Буљичева — Викторија Николајевна Смирнова — 30 година. Уролог. Сестра је Ивана.
- Сергеј Лавигин — Роман (Рома) Александрович Мељников — 32 године. Муж Јулије. Отац Маше, Паше и Илије. Продавац у продавници беле технике (1 сезона), менаџер салона за аутомобиле (2 сезона).
- Александар Ратников — Иван (Вања) Николајевич Смирнов — бивши муж Ање, отац Мише, брат Вике, бивши главни менаџер салона за аутомобиле.
- Роман Полијански — Костја Андрејевич Грачов — педијатар. Колега Вике, бивши дечко Вике.
- Владимир Жеребцов — Андреј Кирилович Анисимов — наставник географије у школи.

## Епизоде
| Сезона | Сезона | Епизода | Премијерно емитовање | Премијерно емитовање |
| Сезона | Сезона | Епизода | Почетак емитовања    | Завршетак емитовања  |
| ------ | ------ | ------- | -------------------- | -------------------- |
|        | 1      | 1—20    | 7. децембар 2015.    | 30. децембар 2015.   |
|        | 2      | 21—40   | 12. септембар 2016.  | 12. октобар 2016.    |
|        | 3      | 41—60   | 6. фебруар 2017.     | 7. март 2017.        |